# Ville Heikkinen (hokeista)
Ville Heikkinen (ur. 30 marca 1994 w Helsinkach) – fiński hokeista.

## Kariera
- HJK-T U16 (2009-2010)
- HJK U17 Team (2010-2011)
- HJK Team U18 (2011-2012)
- HJK U18 (2011-2012)
- Karhu-Kissat U20 (2012-2014)
- Kiekko-Vantaa U20 (2014-2016)
- Kiekko-Vantaa (2016-2017)
- Hunters (2017-2018)
- RoKi (2017-2021)
- Visby/Roma HK (2021-2022)
- STS Sanok (2022-2023)
- Re-Plast Unia Oświęcim (2023-)

Wychowanek klubu HIFK Hockey w rodzinnych Helsinkach. Karierę rozwijał w klubach HJK, Karhu-Kissat i Kiekko-Vantaa. W tym ostatnim grał też w drużynie seniorskiej w lidze Mestis. W sezonie 2017/2019 był zawodnikiem Porvoo Hunters w niższych rozgrywkach Suomi-sarja. Stamtąd został wypożyczony do Rovaniemen Kiekko (Mestis), gdzie grał do stycznia 2021. Wtedy przeszedł do szwedzkiej drużyny Visby/Roma z rozgrywek Hockeyettan i pozostał tam do końca sezonu 2021/2022. W lipcu 2022 został zaangażowany do zespołu STS Sanok w rozgrywkach Polskiej Hokej Ligi. W kwietniu 2023 ogłoszono jego angaż w Re-Plast Unii Oświęcim.

## Sukcesy
Klubowe
- Awans do Jr. A SM-liiga: 2015 z Kiekko-Vantaa U20
- Srebrny medal Mestis: 2017 z Kiekko-Vantaa
- Złoty medal mistrzostw Polski: 2024 z Unią Oświęcim
- Superpuchar Polski: 2024 z Unią Oświęcim

Indywidualne
- Suomi-sarja (2017/2018):
  - Najlepszy zawodnik miesiąca - październik 2017
  - Pierwsze miejsce w klasyfikacji asystentów w sezonie zasadniczym: 50 asyst
  - Pierwsze miejsce w klasyfikacji kanadyjskiej w sezonie zasadniczym: 67 punktów
  - Pierwsze miejsce w klasyfikacji strzelców w fazie-play-off: 7 asyst
  - Drugie miejsce w klasyfikacji asystentów w fazie-play-off: 7 asyst
  - Pierwsze miejsce w klasyfikacji kanadyjskiej w fazie-play-off: 14 punktów
  - Pierwszy skład gwiazd